# Кунерсдорфско сражение
Кунерсдорфско сражение, проведено на 12 август 1759 г. е епизод от Седемгодишната война, завършила с разгром на пруската армия на Фридрих II от руско-австрийските войски на територията на западна Полша.
Писмо на Фридрих Велики до граф Финкенщайн в Берлин от 12.08.1759 г., след пагубното сражение при Кунерсдорф от 12 август 1759 г.:
| „ | Тази сутрин, в 11 часа, атакувах врага. Изтласкахме го до еврейско гробище, близо до Франкфурт. Войниците ми направиха чудеса от храброст, но това гробище ни струваше безброй много жертви. Сред войската ни настана бъркотия, три пъти я събирах наново. Накрая, бях в опасност да попадна в плен и се наложи да отстъпя. Униформата ми е разкъсана от куршуми, два мои коня бяха убити. За съжаление останах жив. Загубите ни са значителни. От 48-хилядна войска ми останаха само 3000 мъже. Вече не съм господар на хората си. Добре ще е да се помисли за сигурността на Берлин. Това е страшно поражение, което не ще мога да преживея. Последствията от битката ще са по-големи от самата битка. Нямам повече ресурс да продължа войната и откровено казано, смятам, че всичко е загубено. Не ще мога да преживея гибелта на отечеството си. Сбогом завинаги! | “ |